# Liuhe-Nachtmarkt

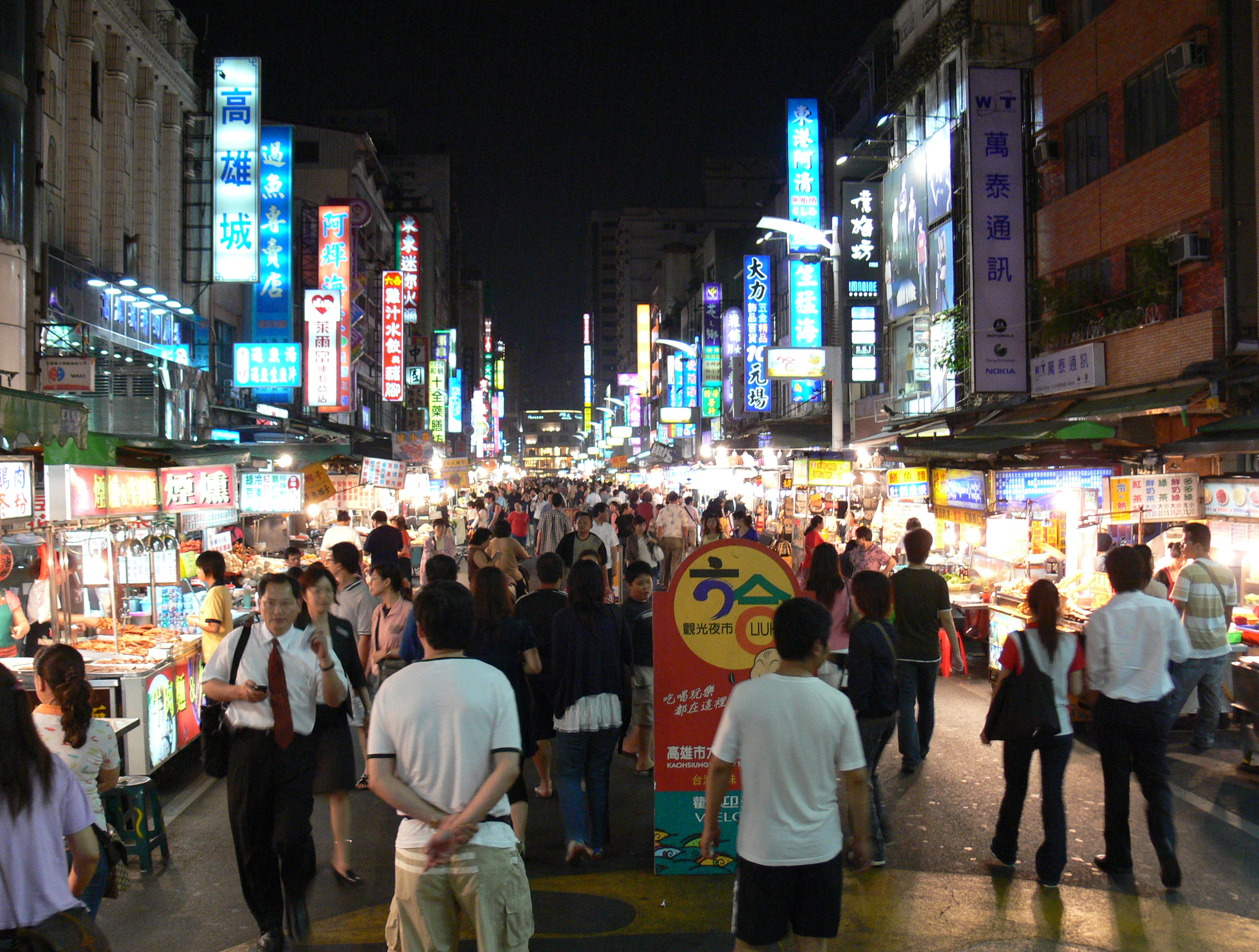
Nachtmarkt

Der Liuhe-Nachtmarkt, auch Liouhe- oder Liouho-Nachtmarkt (chin. 六合夜市 Liùhé yèshì) ist eine touristische Attraktion der Stadt Kaohsiung und einer der berühmtesten Nachtmärkte Taiwans.

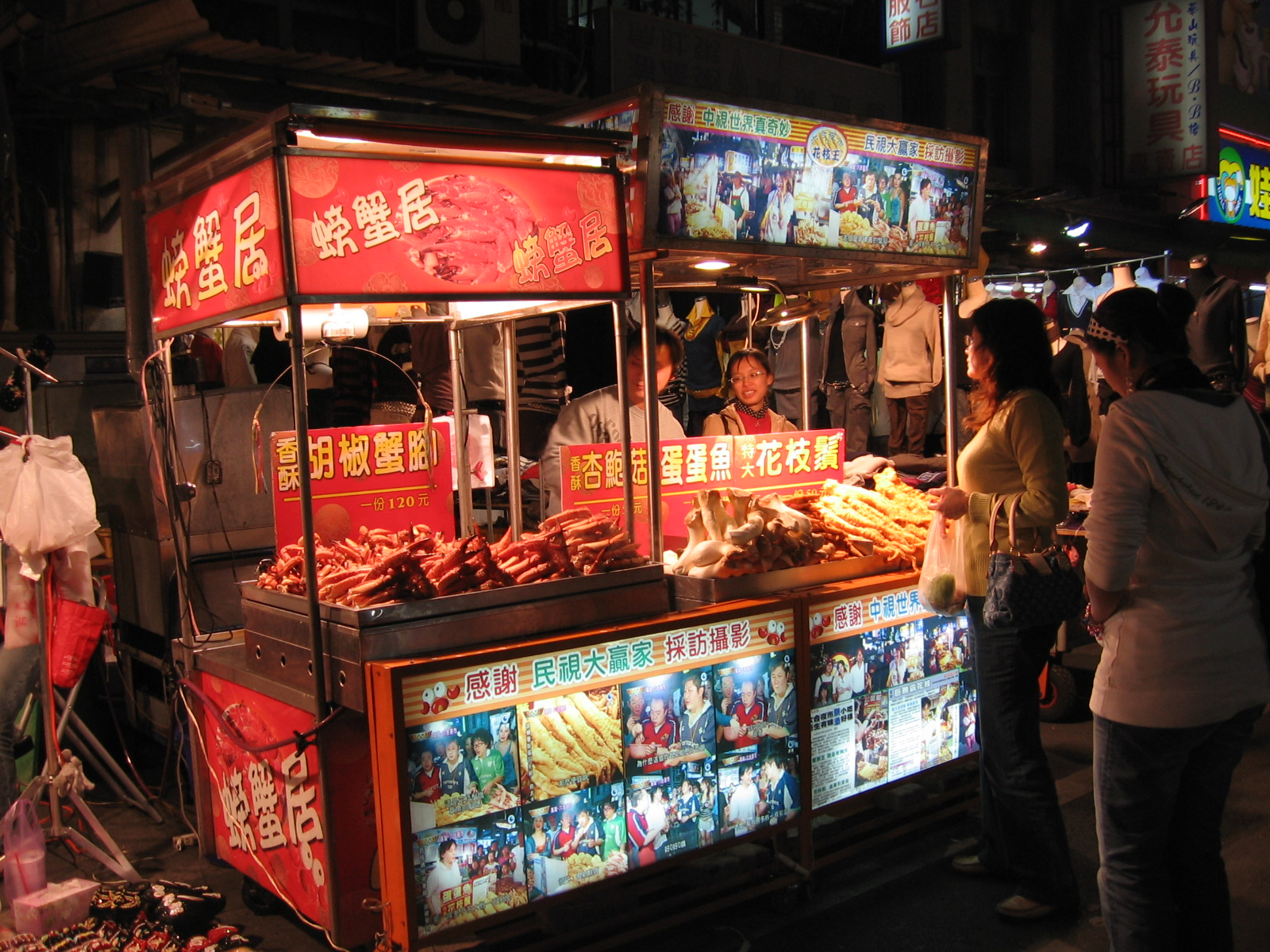
Essensstand

## Lage und Geschichte
Der Liuhe-Nachtmarkt ist aus dem früheren Dagangpu-Markt hervorgegangen und hat seinen heutigen Namen von der Liuhe-Straße im zentralen Stadtbezirk Sinsing, entlang derer er auf einer Länge von etwa 380 m verläuft. Der Markt liegt unweit des Kaohsiunger Hauptbahnhofs und der U-Bahn-Station Formosa Boulevard.
Nach einer schnellen Zunahme der Marktstände in den 1950er Jahren organisierten sich die Markthändler 1962 mit behördlicher Genehmigung im Komitee zur Verwaltung des Liuhe-Nachtmarkts. Zur Eröffnung eines Standes auf dem Markt ist seither eine von der Stadt vergebene Lizenz notwendig.
Mit der Zunahme der Stände und des Besucherstroms entstanden schon bald Umweltprobleme aufgrund des anfallenden Mülls. Anfang der 80er Jahre startete die Stadtregierung eine Kampagne zur Förderung der Hygiene auf Nachtmärkten. Die Situation verbesserte sich in der Folgezeit kontinuierlich, und schon 1983 wurde der Liuhe-Markt als „Hygienisch vorbildlicher Nachtmarkt“ ausgezeichnet.
Seit 1987 ist der Straßenabschnitt des Marktes zwischen 17:00 Uhr und 02:00 Uhr eine Fußgängerzone; eine Maßnahme, die nicht unwesentlich zur Erhöhung der Sicherheit und der Attraktivität des Marktes beitrug.

## Angebot
Auf dem Liuhe-Markt wird eine große Vielfalt an Imbissen, Kleidung, Schmuck, Spielzeug und anderen Gegenständen angeboten. Im kulinarischen Bereich gibt es z. B. gebratenen Reis, gebratene Nudeln, frittiertes Hähnchen, Jiaozi-Teigtaschen, vielerlei Meeresfrüchte, Teppanyaki, Stinkenden Tofu, Feuertopf, Zongzi (Klebreisklöße), Tangyuan, Obst, Säfte, Tee, Papaya-Milch, Eis und vieles andere.
Eine besondere Attraktion war der „Schlangenstand“, an dem Schlangenfleisch und -suppe verzehrt sowie lebendige Schlangen in Käfigen bestaunt werden konnten. Aus wirtschaftlichen und aus Tierschutzgründen wurde dieser Stand 2018 geschlossen.

## Tourismus
Der Markt zieht eine Vielzahl von Besuchern von außerhalb der Stadt an und ist auch der am häufigsten von ausländischen Touristen besuchte Nachtmarkt Kaohsiungs. Die meisten der auswärtigen Besucher kommen aus der Volksrepublik China. Einem Zeitungsbericht aus dem Jahr 2011 zufolge liegt der Anteil der chinesischen Touristen unter sämtlichen Besuchern des Liuhe-Marktes täglich im Durchschnitt bei etwa 60 %. Eine weitere große Gruppe stellen Touristen aus Japan dar. Viele Maßnahmen wurden ergriffen, um den Bedürfnissen der Besucher entgegenzukommen, u. a. durch die Einrichtung öffentlicher Toiletten. Bei den Einheimischen hingegen hat die Popularität des Marktes durch seine immer stärkere touristische Ausrichtung und die damit einhergehenden gestiegenen Preise in den letzten Jahren abgenommen.